# Pelurga impuncta
Pelurga impuncta là một loài bướm đêm trong họ Geometridae.